# Eremobates septentrionis
Eremobates septentrionis es una especie de arácnido  del orden Solifugae de la familia Eremobatidae.

## Distribución geográfica
Se encuentra en Utah (Estados Unidos).